# Pterichthyodes
Pterichthyodes is een geslacht van uitgestorven pantservissen, dat leefde in het Midden-Devoon. De fossielen zijn ontdekt in Schotland. Ze waren een van de eerste soorten die herkend werden voor wat ze waren, want hun fossielen komen veel voor in de Old Red Sandstoneformatie die begin 19e eeuw door geologen werd bestudeerd. Door hun extreme verschillen met hedendaagse vissen waren ze een onopgelost raadsel totdat Charles Darwin met zijn evolutietheorieën kwam. Fossielen van deze vis werden gevonden in Groot-Brittannië.

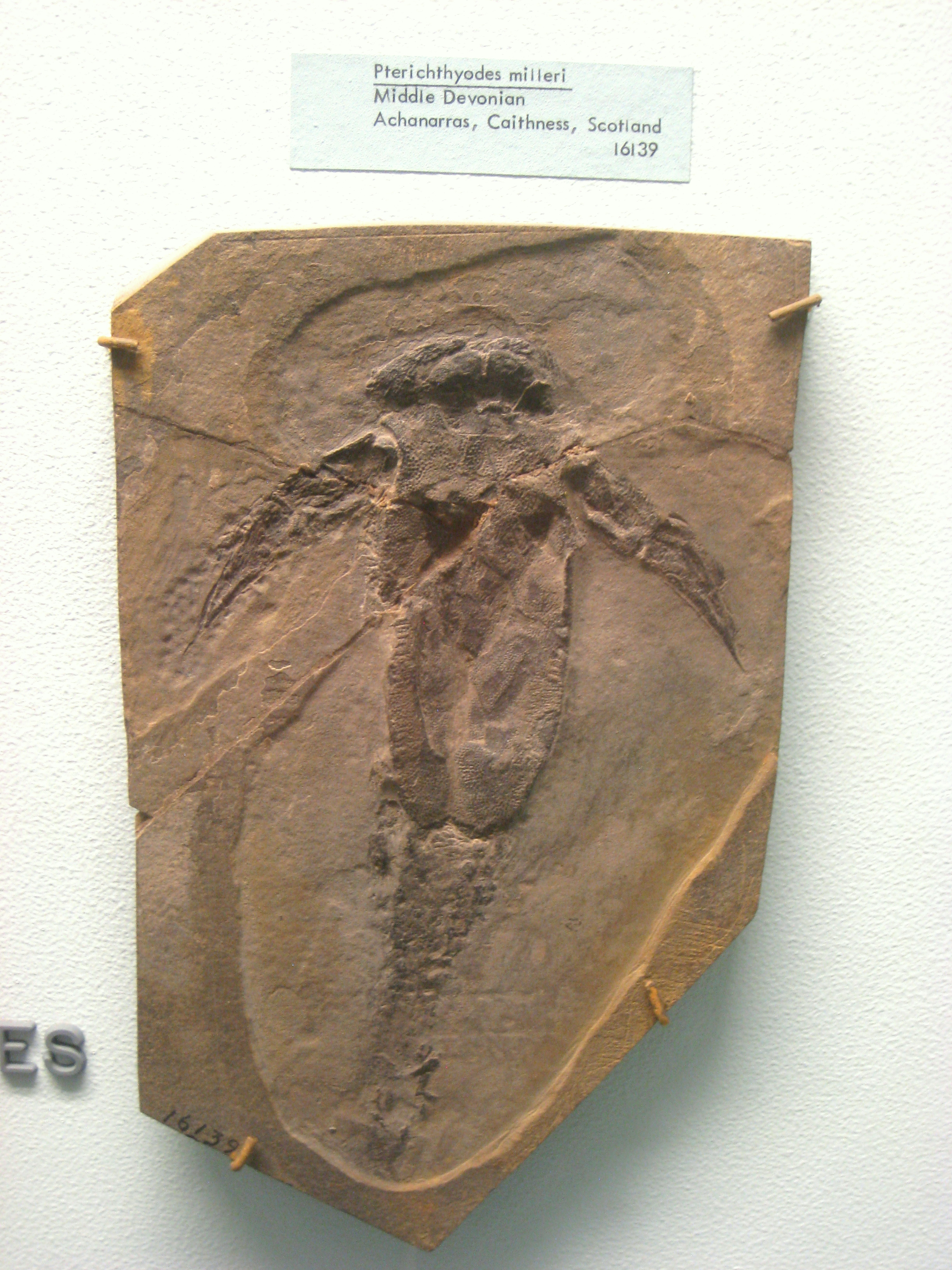
Fossiel van een Pterichthyodes milleri
Museum of Natural History

## Beschrijving
Net als alle andere antiarchen had Pterichthyodes een zwaar gepantserde kop en voorlijf, terwijl de geschubde staart ongepantserd was. De lengte van de exemplaren varieert van 20 tot 30 centimeter. Als placodermen behoorden ze tot de vroegst bekende gewervelde dieren met kaken, hoewel ze geen tanden maar maalplaten hadden. De geslachtsnaam Pterichthyodes verwijst rechtstreeks naar hun vreemde vleugelachtige aanhangsels ('pterichthys' is een samengesteld woord uit het Oudgrieks voor 'vleugelvis'), die overeenkomen met en afgeleid zijn van de borstvinnen van moderne vissen en andere niet-antiarchische placodermen. Fossielen van Pterichtyodes met ogen aan de rechterkant van de kop en een ventraal afgeplat rompschild duiden erop dat het een 'bodembewoner' was, die op de bodem van meren leefde, waar hij mogelijk rondkroop met behulp van zijn borstaanhangsels. Er bestaan ook theorieën dat Pterichthyodes en andere antiarchen deze aanhangsels gebruikten om zich in te graven.
Pterichthyodes zou zich gevoed hebben door in ondiepere delen van de meerbodem te zoeken naar rottende organische resten.